# Marco García
Marco Antonio García Robledo (Città del Messico, 17 gennaio 2000) è un calciatore messicano, centrocampista del Venados.

## Carriera
Cresciuto nel settore giovanile del Pumas UNAM, ha esordito in prima squadra il 12 gennaio 2020 disputando l'incontro di Liga MX vinto per 2-1 contro il Pachuca.

## Statistiche

### Presenze e reti nei club
Statistiche aggiornate al 5 maggio 2022.
| Stagione             | Squadra              | Campionato           | Campionato | Campionato | Coppe nazionali | Coppe nazionali | Coppe nazionali | Coppe continentali | Coppe continentali | Coppe continentali | Altre coppe | Altre coppe | Altre coppe | Totale | Totale |
| Stagione             | Squadra              | Comp                 | Pres       | Reti       | Comp            | Pres            | Reti            | Comp               | Pres               | Reti               | Comp        | Pres        | Reti        | Pres   | Reti   |
| -------------------- | -------------------- | -------------------- | ---------- | ---------- | --------------- | --------------- | --------------- | ------------------ | ------------------ | ------------------ | ----------- | ----------- | ----------- | ------ | ------ |
| gen.-mar. 2020       | Pumas UNAM           | LM                   | 8          | 1          | CM              | 2               | 1               |                    | -                  | -                  |             | -           | -           | 10     | 2      |
| 2021-2022            | Pumas UNAM           | LM                   | 17         | 2          |                 | -               | -               | CCL                | 0                  | 0                  | LC          | 1           | 0           | 18     | 2      |
| Totale Pumas         | Totale Pumas         | Totale Pumas         | 25         | 3          |                 | 2               | 1               |                    | 0                  | 0                  |             | 1           | 0           | 28     | 4      |
| feb.-apr. 2021       | Pumas Tabasco        | LdE                  | 9          | 0          |                 | -               | -               |                    | -                  | -                  |             | -           | -           | 9      | 0      |
| nov. 2021-apr. 2022  | Pumas Tabasco        | LdE                  | 3          | 1          |                 | -               | -               |                    | -                  | -                  |             | -           | -           | 3      | 1      |
| Totale Pumas Tabasco | Totale Pumas Tabasco | Totale Pumas Tabasco | 12         | 1          |                 | -               | -               |                    | -                  | -                  |             | -           | -           | 12     | 1      |
| Totale carriera      | Totale carriera      | Totale carriera      | 37         | 4          |                 | 2               | 1               |                    | 0                  | 0                  |             | 1           | 0           | 40     | 5      |